# Exoletuncus exoristus
Exoletuncus exoristus är en fjärilsart som beskrevs av Józef Razowski 1988. Exoletuncus exoristus ingår i släktet Exoletuncus och familjen vecklare. Inga underarter finns listade i Catalogue of Life.